# Ridnaun
Ridnaun (italienska: Ridanna) är en frazione i Ridanadalen i Sydtyrolen i Italien, egen kommun fram till 1929 då området införlivades i  kommunen Ratschings. Här avgjordes Europamästerskapen i skidskytte 1996 och 2011.

### Fotnoter
1. ↑  ”Skidskytte”. Sporthistoria. http://www.sporthistoria.se/autograf/sport1/skidskytte.htm. Läst 9 februari 2014.